# Distretto di Oued El Abtal
Il distretto di Oued El Abtal è un distretto della Provincia di Mascara, in Algeria.

## Comuni
Il distretto di Oued El Abtal comprende 3 comuni:
- Oued El Abtal
- Aïn Ferah
- Sidi Abdeldjebar